# Terremoto de Miyazaki de 2025
El terremoto de Miyazaki de 2025 fue un fuerte terremoto que sacudió la región sur de Japón a las 21:19 (hora local) del 13 de enero de 2025, con una magnitud de 6,8 a 6,9 en la escala de Richter. El epicentro del terremoto se localizó frente a la costa de la prefectura de Miyazaki, en la isla de Kyushu, a una profundidad de aproximadamente 36 kilómetros. Aunque no se reportaron daños significativos inmediatos, las autoridades emitieron alertas de tsunami para varias localidades costeras, las cuales fueron posteriormente levantadas.

## Entorno geológico
El terremoto ocurrió en una de las zonas sísmicamente más activas del mundo: el cinturón de Fuego del Pacífico. Japón, ubicado sobre cuatro placas tectónicas, experimenta frecuentes terremotos debido a su posición en este cinturón tectónicamente activo. En particular, el epicentro de este terremoto se localizó cerca de la fosa de Nankai, una región propensa a grandes terremotos debido a la subducción de la placa filipina debajo de la placa euroasiática. La zona de la fosa de Nankai ha sido históricamente responsable de megaterremotos, los cuales ocurren con intervalos de entre 100 a 150 años.

## Terremoto
El terremoto se produjo con un epicentro ubicado en el mar Hyuga Nada, frente a la costa de la prefectura de Miyazaki, en la región sur de Japón. La magnitud inicial del temblor fue reportada como 6,4, pero más tarde fue ajustada a 6,8 aunque en otras fuentes lo ajustaron a 6,9. En la escala de intensidad sísmica japonesa, el temblor alcanzó nivel 5 en varias localidades de la prefectura de Miyazaki, como Shintomi, Takanabe, y la capital de la prefectura, Miyazaki. Este nivel implica que muchas personas experimentaron el temblor con gran intensidad, causando pánico y obligando a la población a aferrarse a objetos estables mientras duraba el movimiento. En la mayor parte de la isla de Kyushu, el terremoto se sintió con una intensidad de nivel 4.
La sacudida también fue notoria en amplias áreas del oeste de Japón, y afectó varios servicios, como la suspensión temporal de los trenes de alta velocidad Kyushu Shinkansen. No obstante, a pesar de la magnitud del terremoto, no se reportaron daños graves ni víctimas mortales de forma inmediata.

## Tsunami
Tras el terremoto, la Agencia Meteorológica de Japón emitió alertas de tsunami para las prefecturas de Miyazaki y Kochi, previniendo la posibilidad de olas de hasta un metro de altura en las costas cercanas. Las autoridades instaron a la población a evacuar las zonas costeras y a mantenerse alejados de las desembocaduras de los ríos debido a la posibilidad de olas subsecuentes de mayor magnitud.
Poco después, se observaron pequeños tsunamis en las costas de Miyazaki y Kochi. En particular, se registró un tsunami de aproximadamente 20 centímetros en el puerto de Miyazaki y otro de 10 centímetros en Kochi. Aunque las olas fueron modestas, la Agencia Meteorológica de Japón mantuvo la alerta por algún tiempo, dado que podrían haberse producido tsunamis adicionales. No obstante, la alerta fue finalmente levantada sin que se reportaran daños significativos ni víctimas.

## Impacto
Aunque el terremoto y el posterior tsunami fueron relativamente leves en cuanto a daños materiales, hubo algunos heridos. Según informes del gobierno local, al menos tres personas resultaron heridas debido al temblor. Un hombre de unos 50 años sufrió una lesión al caer por unas escaleras en la ciudad de Saiki, en la prefectura de Oita, mientras que una mujer de 72 años sufrió una caída desde una ventana en la ciudad de Aira, en la prefectura de Kagoshima. La mujer fue trasladada al hospital con dolor en el cuello. Otra mujer resultó herida en la ciudad de Miyazaki, donde el terremoto alcanzó una intensidad de nivel 5.
Además, el terremoto afectó brevemente la operación de los trenes de alta velocidad en Kyushu, aunque los servicios se restablecieron rápidamente. Las plantas nucleares cercanas, como las de Ikata y Sendai, no reportaron anomalías, lo que alivió preocupaciones adicionales sobre posibles problemas en las instalaciones nucleares.
En cuanto a la infraestructura, Japón cuenta con estrictos estándares de construcción diseñados para soportar terremotos, lo que ayudó a minimizar los daños en la mayoría de las áreas afectadas. A pesar de las advertencias de posibles terremotos más fuertes, las autoridades no tomaron medidas excepcionales a corto plazo, aunque recomendaron precaución debido a la actividad sísmica en la región.